# Афинская школа
«Афинская школа» (итал. La Scuola d’Atene) — фреска работы Рафаэля Санти в Станца делла Сеньятура («Зале указов») Ватиканского дворца. Выдающееся произведение искусства эпохи Высокого Возрождения, или римского классицизма, начала XVI века.

## История
В 1508—1517 годах Рафаэль вместе с учениками по поручению папы Римского Юлия II расписывал четыре станцы (комнаты) Ватиканского дворца в Риме. Наиболее известен комплекс фресок в папском рабочем кабинете: Станца делла Сеньятура (итал. Stanza della Segnatura — Комната знаков; итал. segnatura — отметка, знак). Этому помещению придавалось особое значение, именно его папа пожелал видеть готовым в первую очередь. О том же говорит величественная программа росписей. Название «Camera della Segnatura» привёл в своих «Жизнеописаниях» Дж. Вазари и его обычно переводят как «Комната подписей». Однако большинство специалистов считает такое название неправильным, поскольку в отношении этой комнаты в то время не использовали латинское слово signatura (подпись), а итальянское segnatura означает «отметка, знак», но не подпись. Версия Джона Ширмена, американского исследователя творчества Рафаэля, о том, что комната была папской библиотекой, не подтверждается документально. В настоящее время на основе исторических данных об использовании этого помещения в качестве места заседаний папского трибунала, а также подписей указов, принято обобщающее название: Зал указов. Назначение комнаты косвенно подтверждается программой росписей, главной темой которых является идея божественного правосудия, гармонии власти земной и небесной.
Комната расписана Рафаэлем в 1509—1511 годах, о чём свидетельствуют надписи на северной и южной стенах. Декоративную разбивку свода делал живописец Содома в конце 1508 года. Композиции росписей отражают четыре области духовной деятельности человека: «Афинская школа» — Философию, «Диспута» — Теологию, «Парнас» — Поэзию, «Мудрость, умеренность и сила» (итал. Virtù e la Legge) — Правосудие. Первой, вероятно, была написана «Диспута», второй — «Парнас», а третьей — «Афинская школа» (1510—1511).
Фигуры, изображённые Рафаэлем в «Афинской школе», достаточно условны и в разное время их называли и трактовали по-разному. Дж. Вазари интерпретировал эту композицию как «изображение теологов, согласующих богословие с философией и алхимией». Многие считали эту композицию аллегорией «Семи свободных искусств». Название «Афинская школа» придумал Джованни Пьетро Беллори в 1672 году (итал. Le vite de' pittori, scultori et architetti moderni).

## Композиция и стиль
Фреска «Афинская школа» по праву признается одним из лучших произведений эпохи Возрождения и, бесспорно, самой впечатляющей композицией ватиканских Станц. Она занимает целую стену относительно небольшого помещения (8 х 10 м). Ширина фрески по основанию: 7,7 м.
Произведение Рафаэля представляет собой образец его зрелого «идеального стиля», сложившегося не без влияния его дяди, выдающегося архитектора, создателя «римского классицизма» Донато Браманте. По сообщению Дж. Вазари именно Браманте является автором архитектурного фона фрески: полукружие арки, статуи Аполлона и Минервы по сторонам в нишах. На фоне фантастической и величественной архитектуры, придуманной архитектором Браманте, выступают философы древности, скомпонованные Рафаэлем в выразительные группы. Фигурам приданы портретные черты и человек эпохи Возрождения легко распознавал в этих персонажах лица своих современников.
В подчёркнуто монументальных фигурах действующих лиц очевидно влияние могучих фигур фрески Микеланджело на плафоне Сикстинской капеллы, расположенной рядом со Станцами (деревянные леса в Сикстинской капелле были временно сняты в 1509 году и все желающие могли видеть ещё не оконченное произведение Микеланджело). Сидящую на переднем плане фигуру Гераклита, мрачного и нелюдимого, погружённого в свои мысли, Рафаэль изобразил последней. Она была вписана в 1511 году, после окончания фрески, и следы врезки (швы штукатурки) видны до сих пор. В этой фигуре все увидели портретное сходство с Микеланджело, а в самой фигуре — стилизацию манеры великого мастера, — дань уважения и признательности сильному сопернику, завершившему через год гениальный «Сикстинский плафон». В образе Эвклида заметны портретные черты архитектора Браманте.
М. Дворжак писал об этом шедевре, что в нём «проявляется новое чувство монументальности и идеализма», художественный принцип, согласно которому «случайностям реальной действительности противопоставляется их переработка в духе универсальности и художественно усиленного воздействия. Высокий стиль Рафаэля основывается, следовательно, на предпосылках, далёких от новизны, — и всё же он воздействует как нечто новое». Русский живописец А. А. Иванов, изучавший картон «Афинской школы» в миланской библиотеке Амброзиана, отмечал, что образам Рафаэля свойственны «одновременно грациозность и грандиозность».
Г. Вёльфлин в книге «Классическое искусство» посвятил фреске «Афинская школа» отдельную главу и писал, что Рафаэлю свойственно искусство «гармонично вести линии и уравновешивать массы… заполнять пространство и соединять группы». Рассматривая фигуры, отражающие столкновение двух мировоззрений: фигуру Платона с перстом, указующим в небо, и Аристотеля, указывающего на землю, Вёльфлин отмечал выразительность, внутреннее богатство и пластическую определённость движений, ранее не встречавшихся в творчестве Рафаэля. «Отношение фигур к пространству, — писал Вёльфлин, — выражено здесь вообще совершенно по-новому». Огромная арка, подобно небесному своду, как бы примиряет разные взгляды и споры философов.
И. А. Смирнова подчеркнула ещё одну важную особенность: «Афинская школа» как бы замыкает пространственную композицию зала. «Движение в этой фреске развивается из глубины к первому плану». Прекрасный храм, открывающийся за спинами беседующих философов, «лишён пространственной активности». Фигуры выходят из арки и по ступеням спускаются к зрителям. Философы на первом плане кажутся расположенными рядом с нами. В «Диспуте», фреске напротив «Афинской школы», пространство величественно и плавно уходит по ступеням алтаря в глубину и вверх. Таким образом возникает ось движения от «Афинской школы» (мира земного) к «Диспуте» (миру небесному).
Примечательно, что дабы подчеркнуть монументальность и значимость фигур, Рафаэль «вывел» их из системы прямой линейной перспективы на передний план, формально нарушив масштабность (иначе бы они выглядели слишком мелкими), придав архитектурной перспективе вместо одной три линии горизонта и две точки схода перспективных линий. От этого и возник мощный «эффект присутствия»: будто в небольшом помещении великие философы древности находятся совсем рядом с нами.

## Список персонажей

1. Зенон Китийский или Зенон Элейский
2. Эпикур
3. Фредерико II, герцог Мантуи
4. Аниций Манлий Торкват Северин Боэций или Анаксимандр или Эмпедокл Акрагантский
5. Ибн Рушд (также известен как Аверроэс)
6. Пифагор
7. Алкивиад или Александр Македонский
8. Антисфен или Ксенофонт
9. Гипатия (черты лица возлюбленной Рафаэля, Маргериты)
10. Эсхин или Ксенофонт
11. Парменид
12. Сократ
13. Гераклит Эфесский (портретное сходство с Микеланджело)
14. Платон (портрет Леонардо да Винчи[12]) с диалогом «Тимей» в левой руке.
15. Аристотель, держащий Никомахову этику
16. Диоген
17. Плотин
18. Евклид (или Архимед) с учениками (портретное сходство с архитектором Браманте)
19. Скорее всего, Гиппарх[13], по другим версиям Страбон или Заратустра
20. Клавдий Птолемей
21. Протоген
22. R — Апеллес (черты лица самого Рафаэля)

## Фрагменты

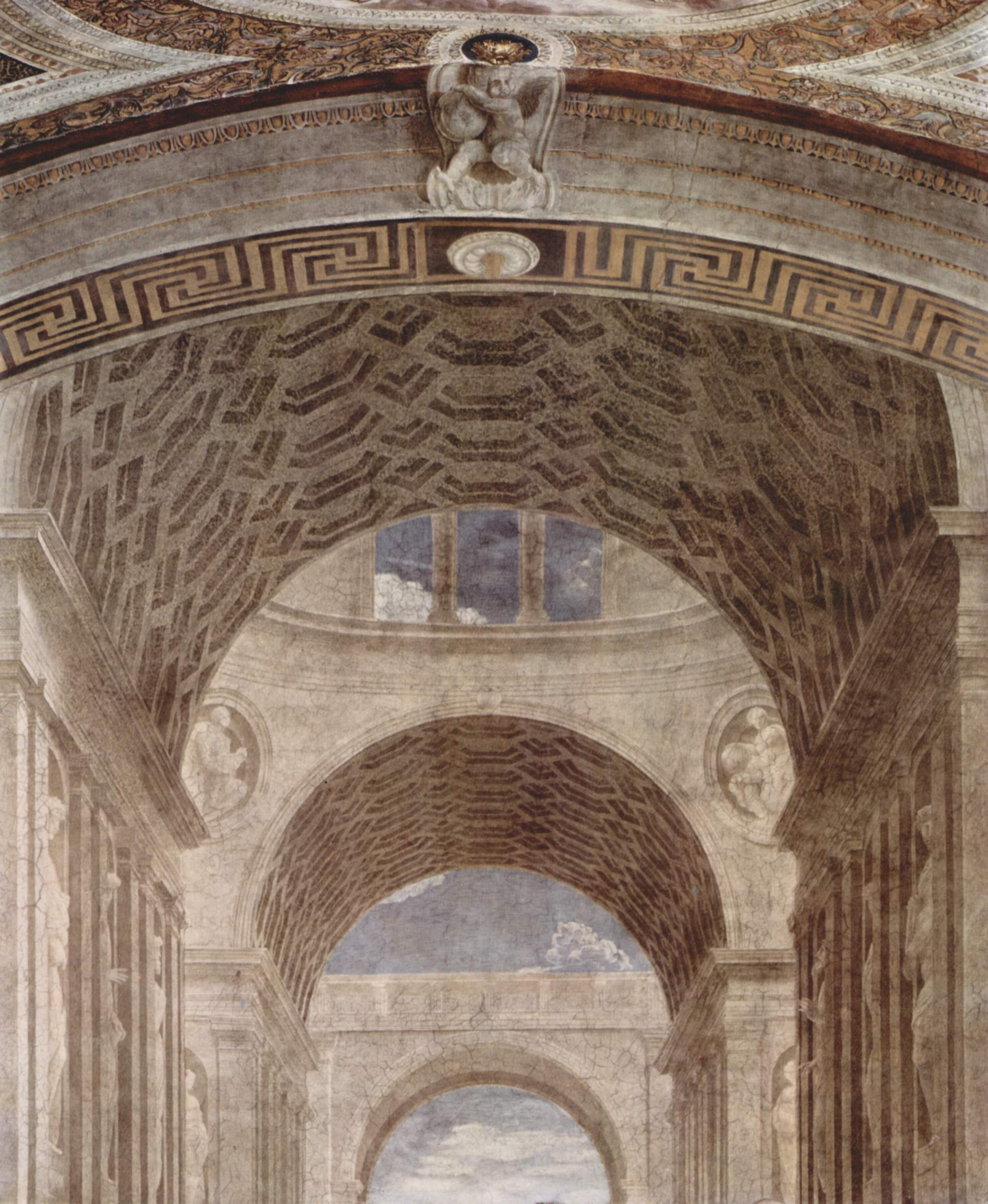
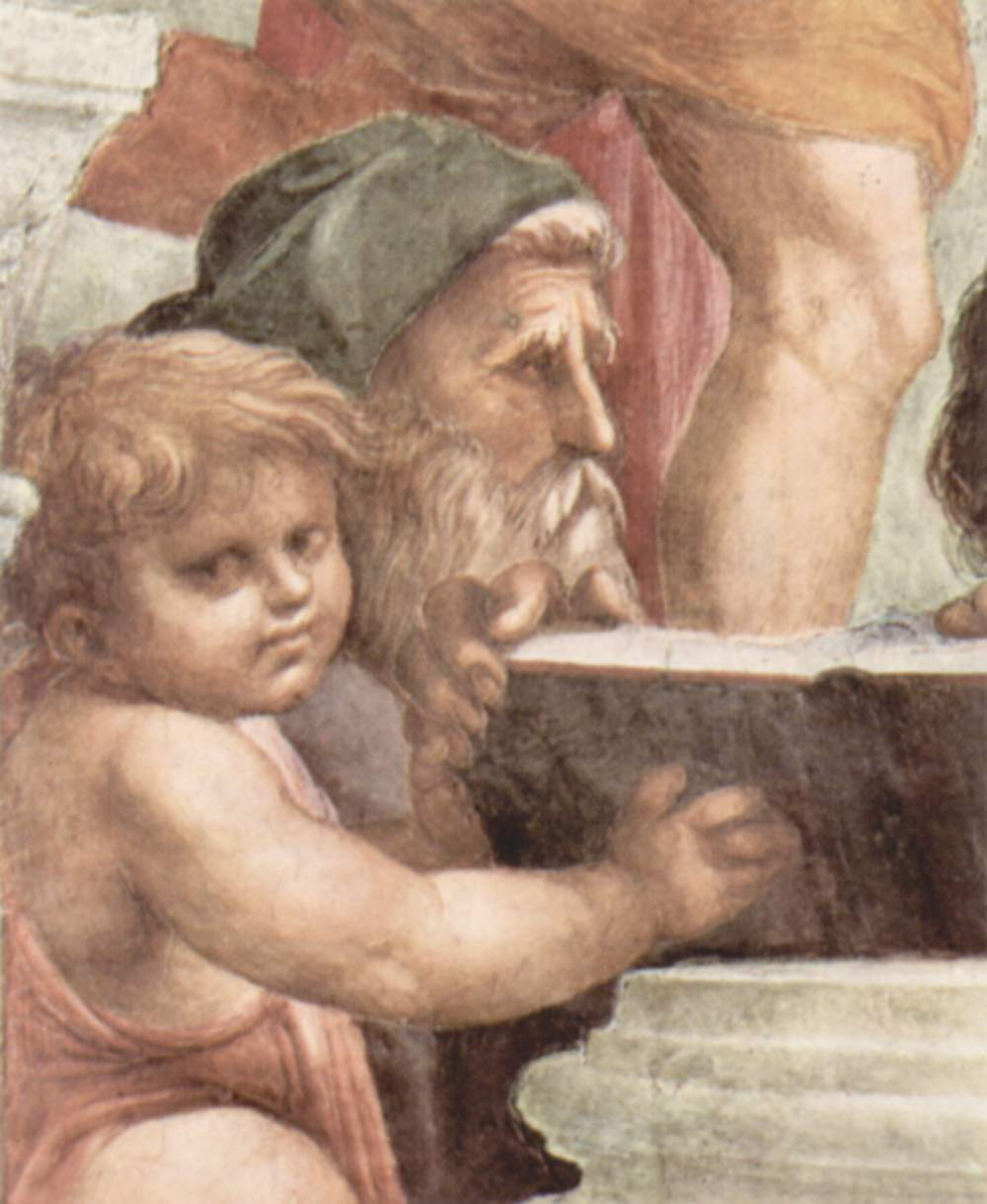
Зенон Китийский или Зенон Элейский
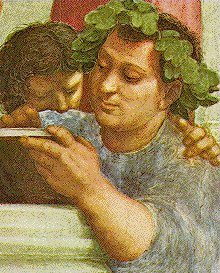
Эпикур
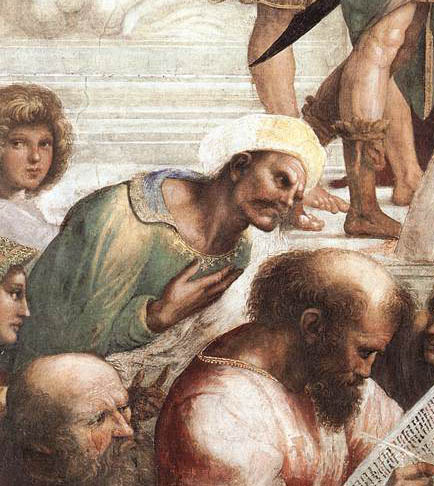
Ибн Рушд и Пифагор
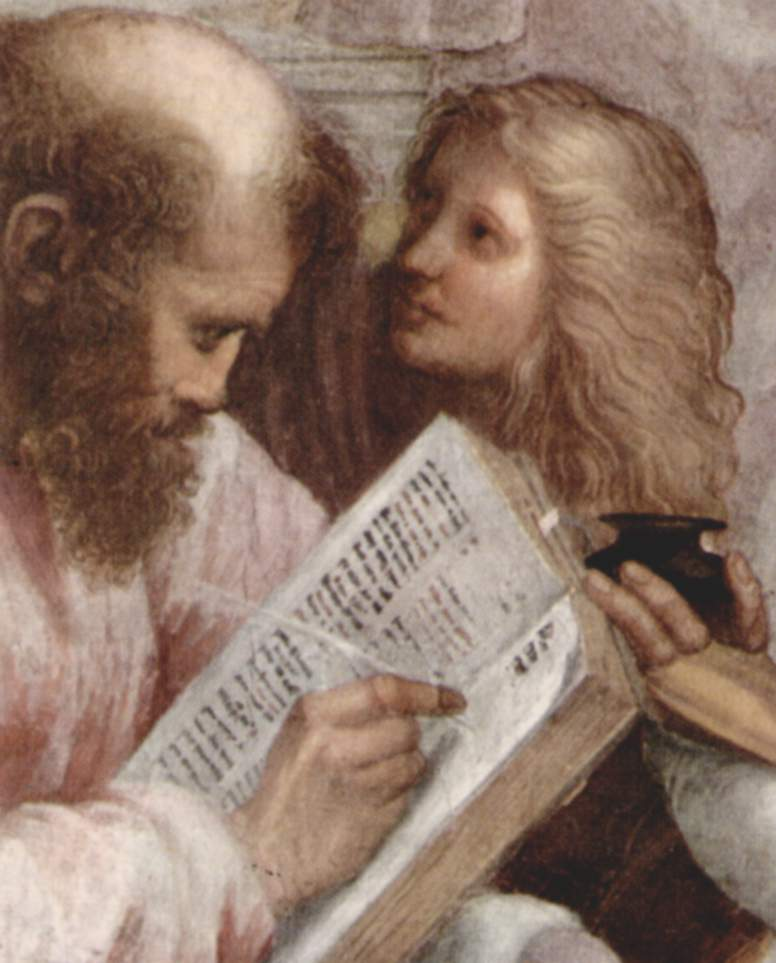
Пифагор
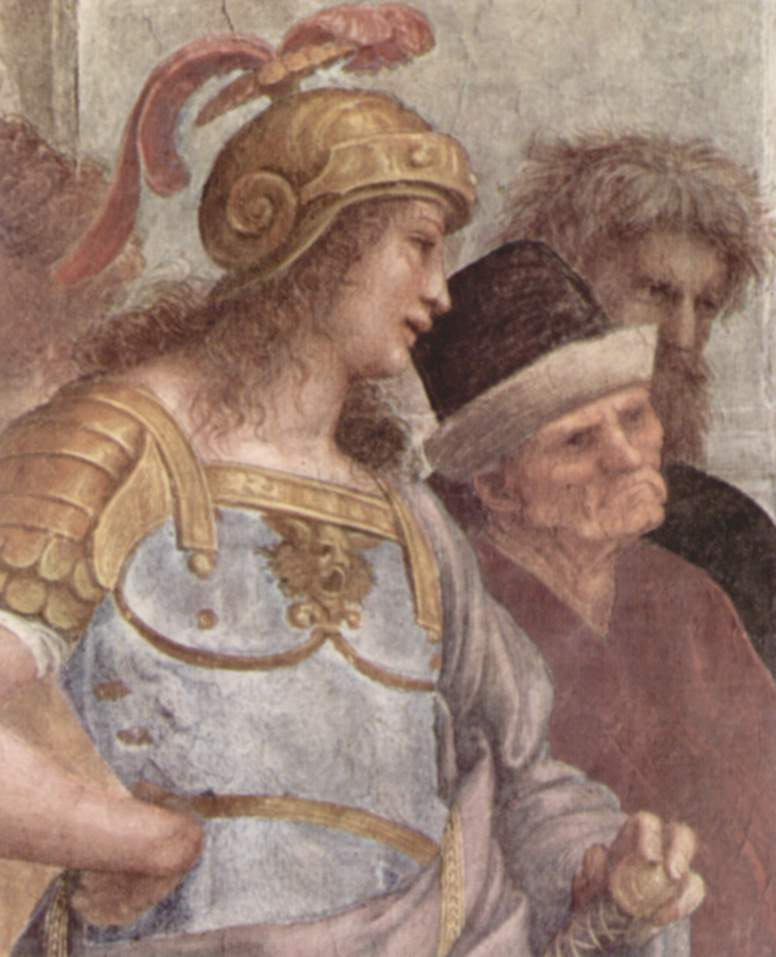
Алкивиад или Александр Македонский и Антисфен или Ксенофонт
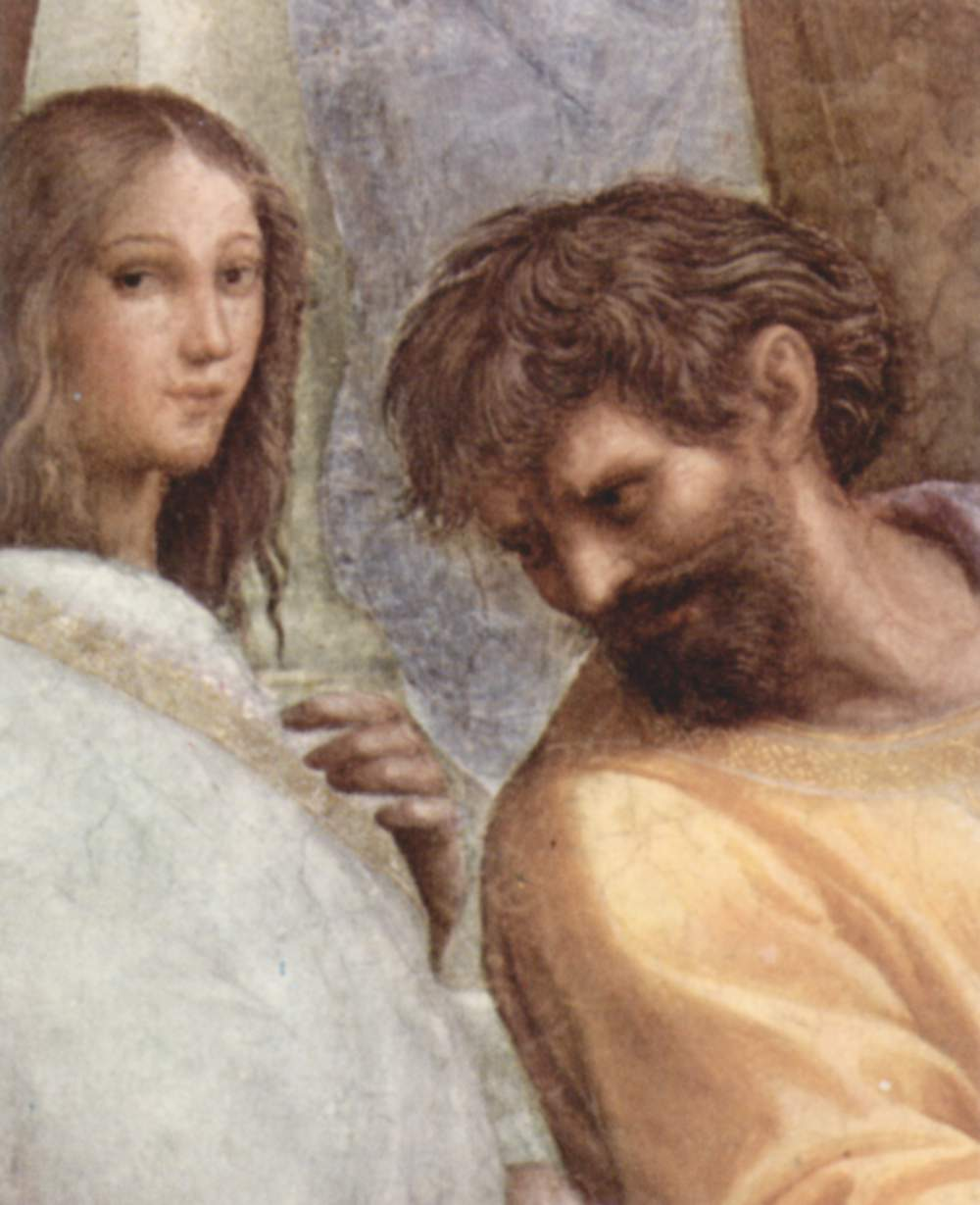
Возлюбленная Рафаэля в образе Гипатии и Парменид
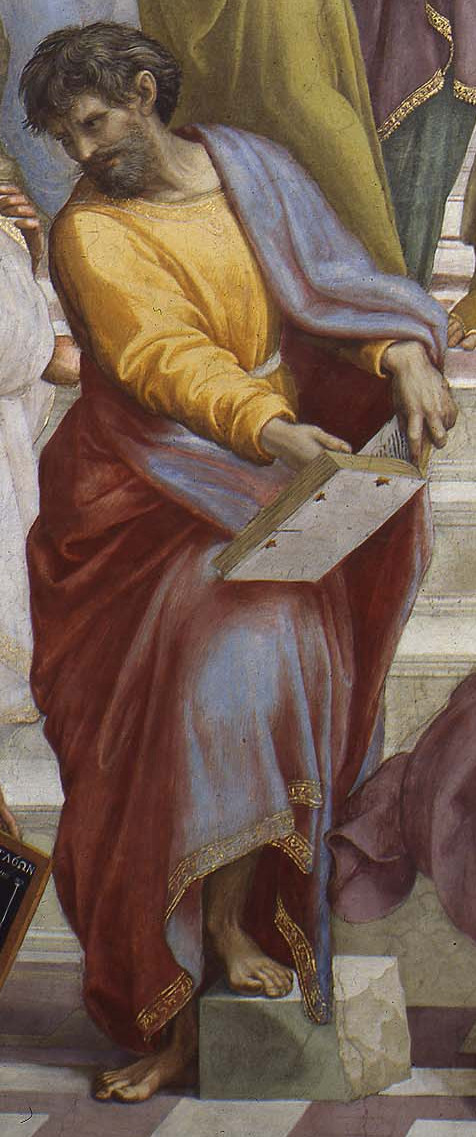
Парменид
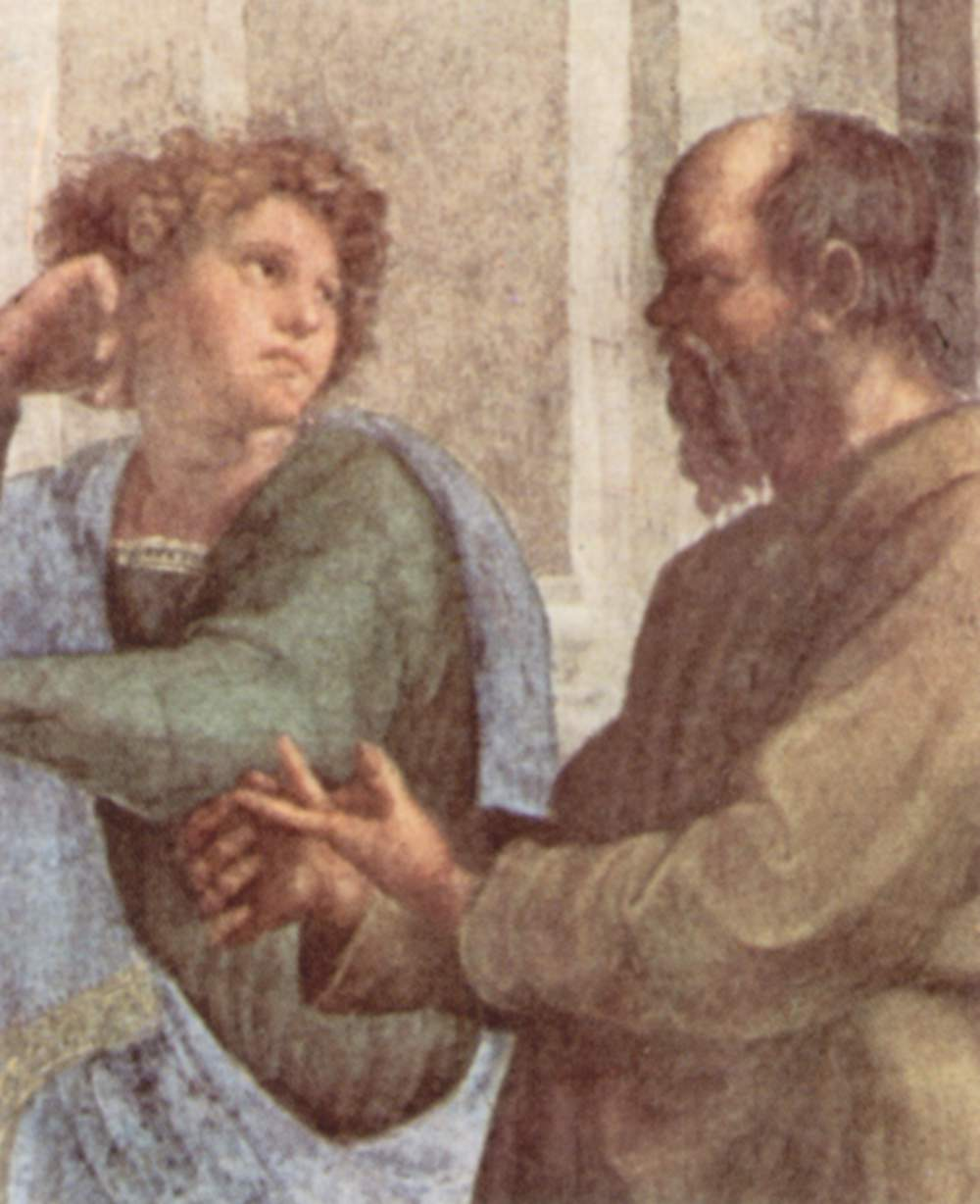
Эсхин и Сократ
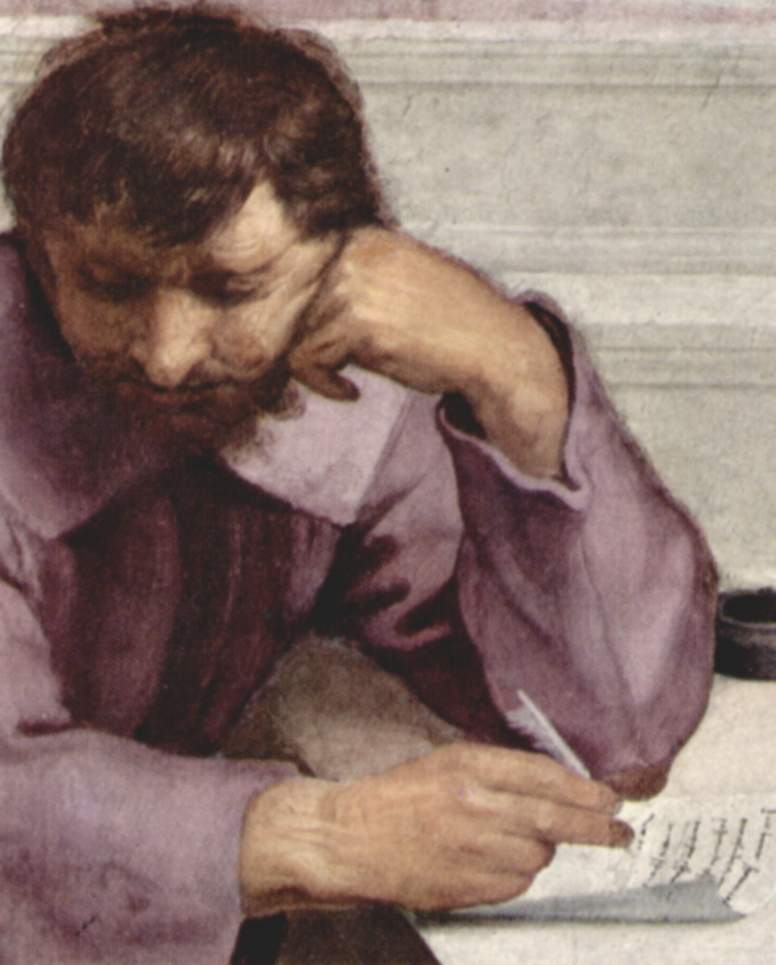
Микеланджело в образе Гераклита Эфесского
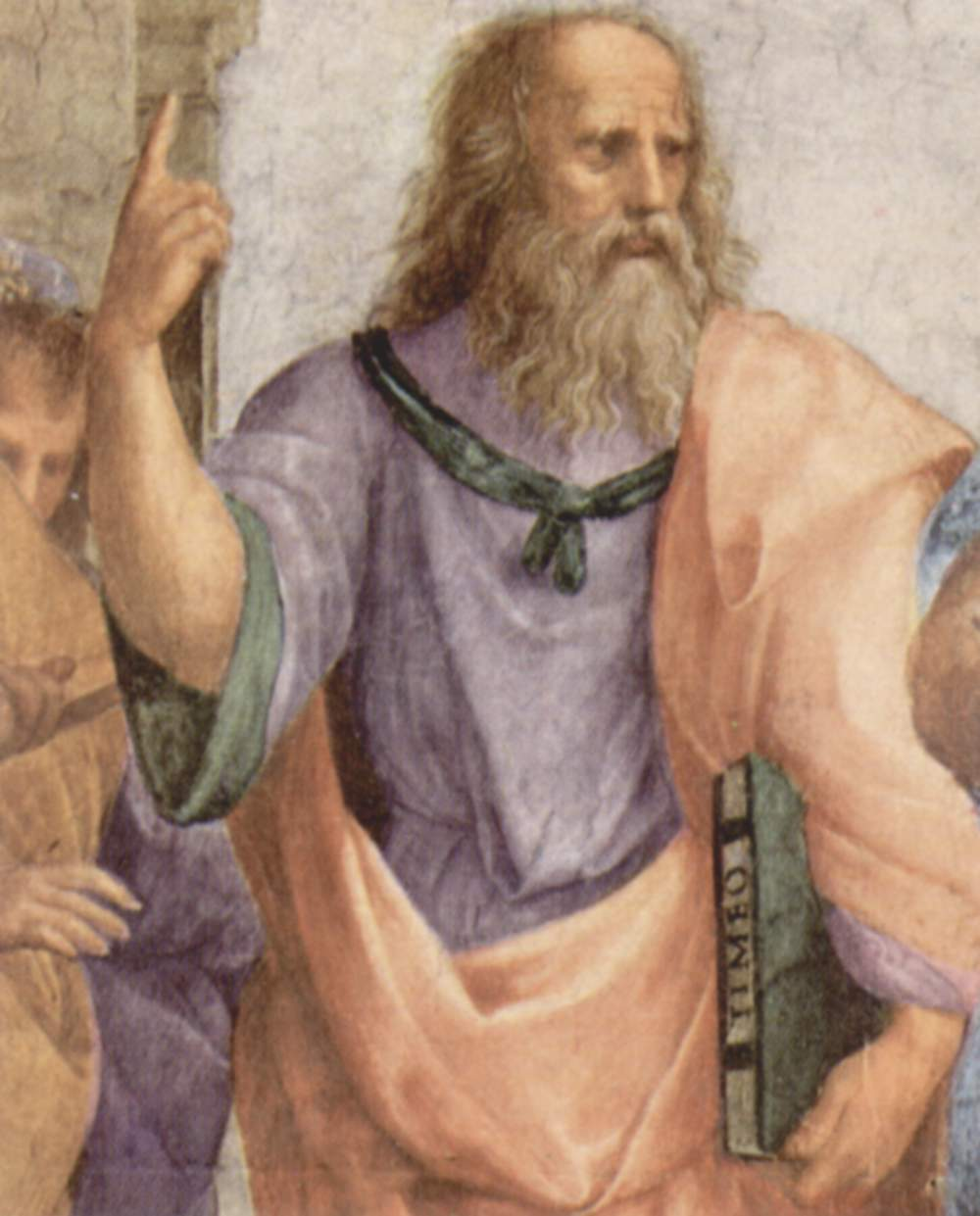
Леонардо да Винчи в образе Платона
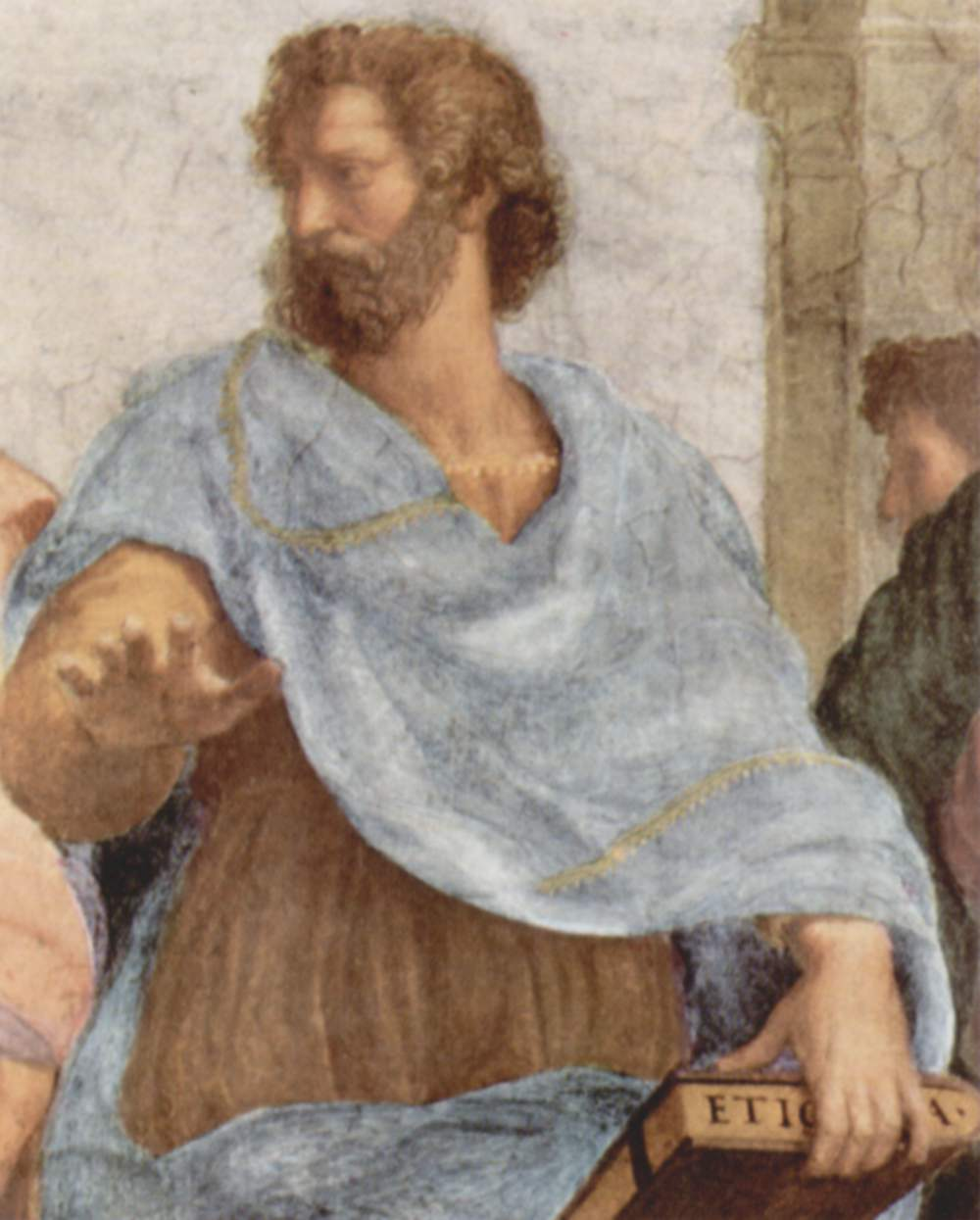
Аристотель
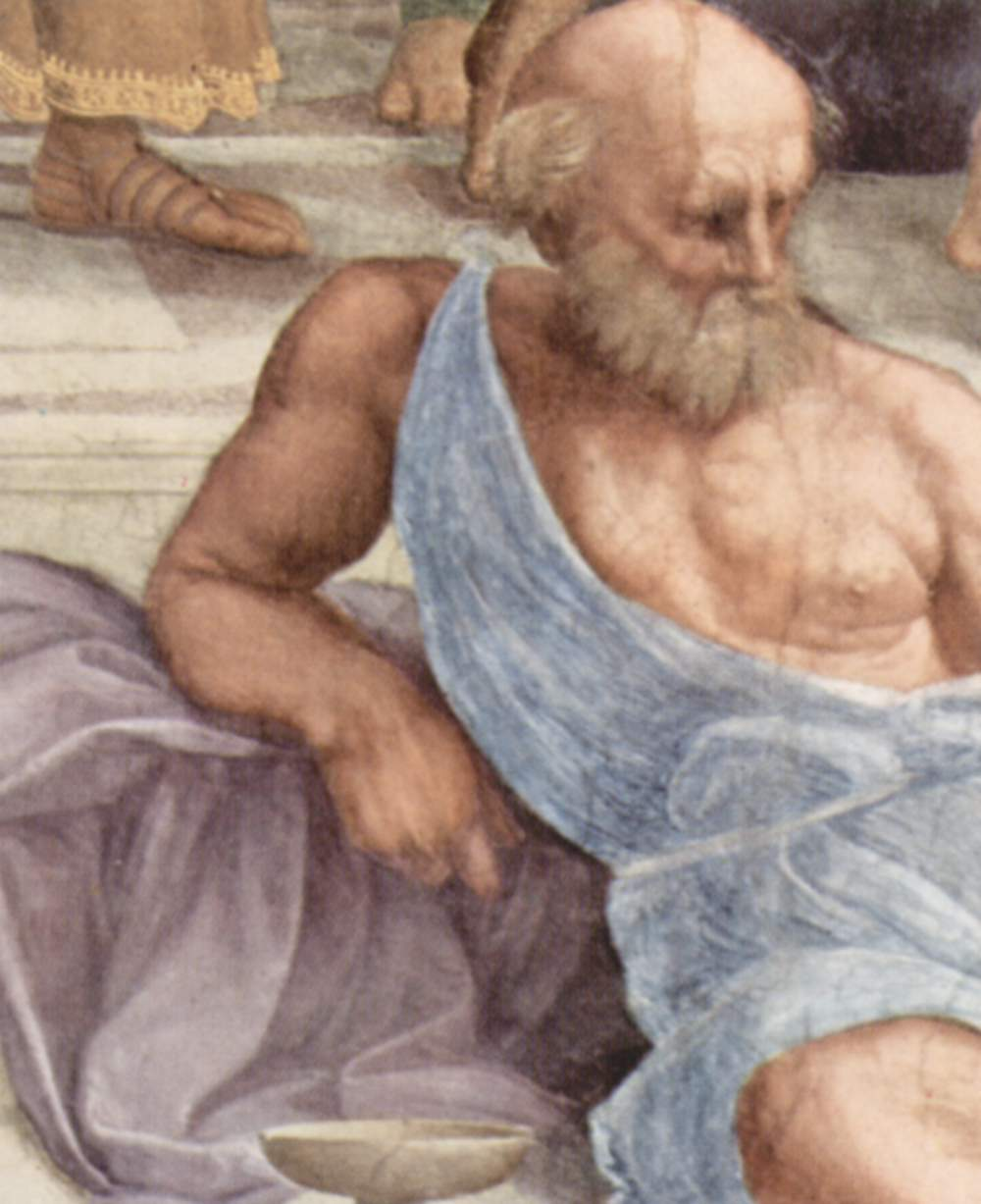
Диоген
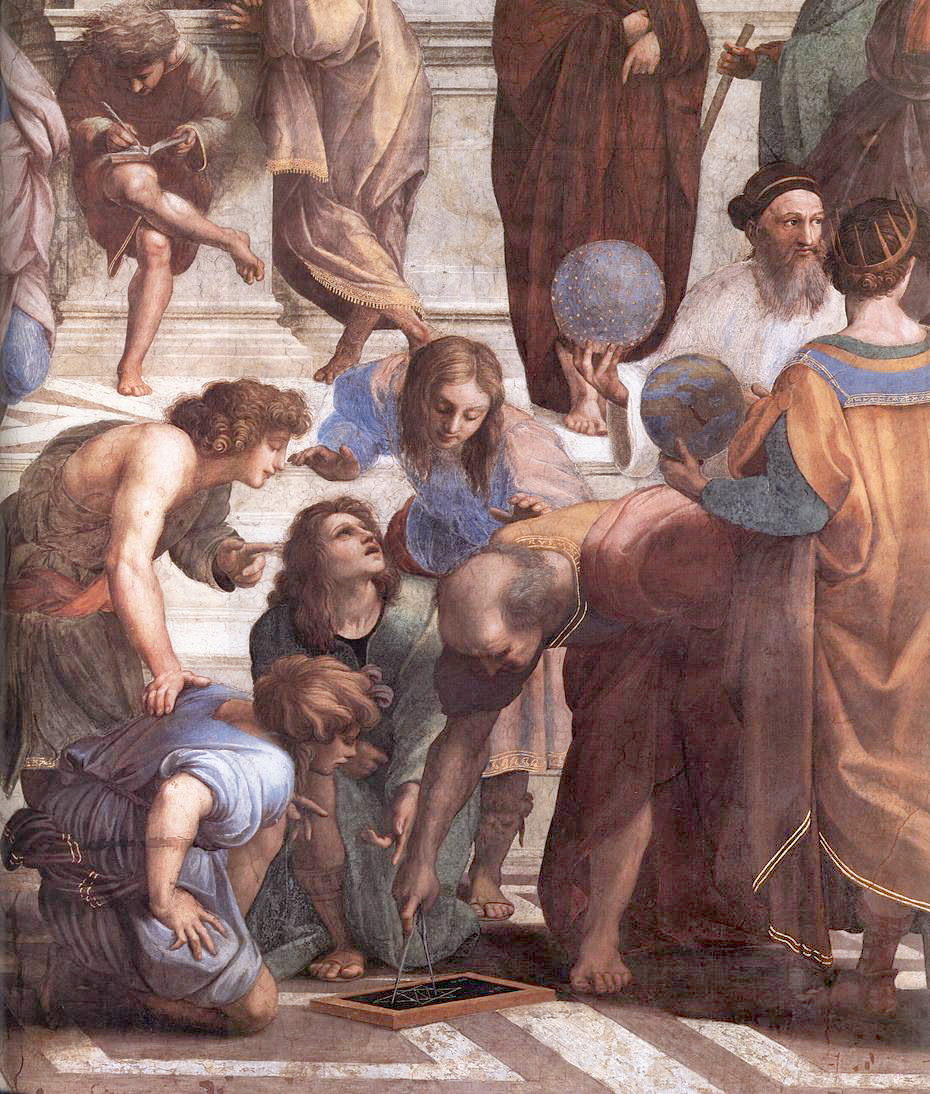
Донато Браманте в образе Евклида или Архимеда
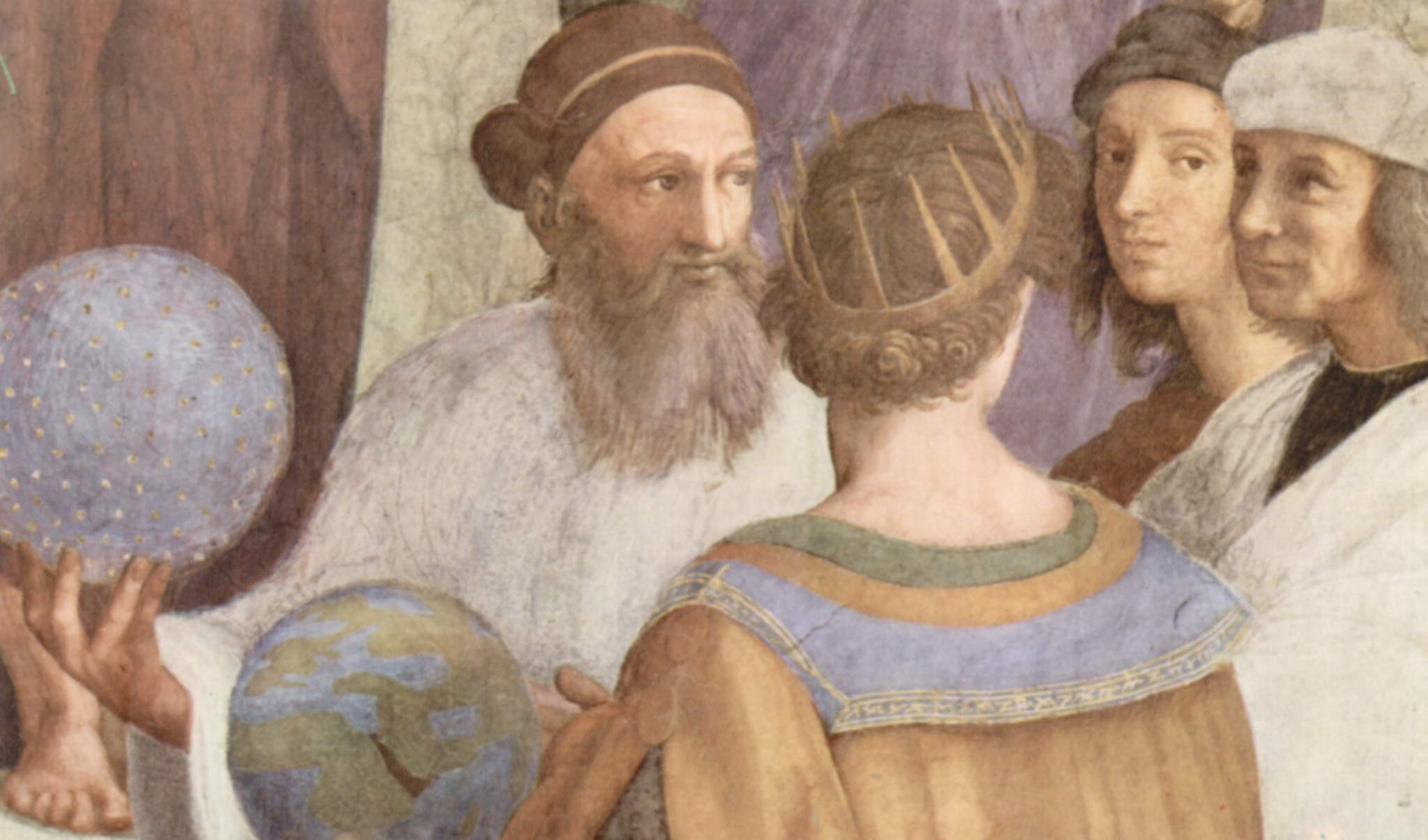
Страбон или Заратустра, Клавдий Птолемей, Рафаэль в образе Апеллеса и Пьетро Перуджино или Тимотео Вити в образе Протогена
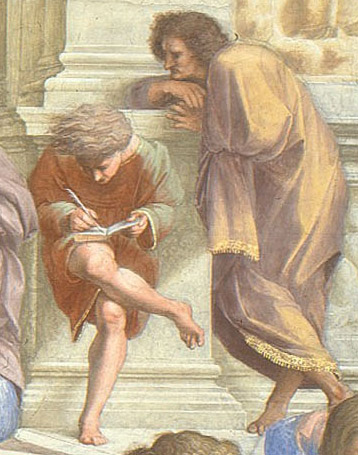
Софокл и Пиррон